# 上卫增一 (紫微右垣)
鹿豹座36，又名BD+65 517，HD 41927、SAO 13756、HR 2165，中國古名上卫增一，是鹿豹座的一颗恒星，為一顆紅巨星，视星等为5.32，位于銀經148.62，銀緯20.75，其B1900.0坐标为赤經6h 2m 47.4s，赤緯+65° 20.75′ 18″。